# Hans Pedersen (tornász, 1887)
Hans Pedersen (Højelse, 1887. november 5. – Kimmerslev, 1943. szeptember 22.) kétszeres olimpiai ezüstérmes dán tornász.
Az 1912. évi nyári olimpiai játékokon indult tornában és a svéd rendszerű csapat összetettben ezüstérmes lett.
Az 1920. évi nyári olimpiai játékokon visszatért, mint tornász és a svéd rendszerű csapat összetettben ismét ezüstérmes lett.
Klubcsapata a Skytterforeningernes Hold volt.